# Список умерших в 1167 году

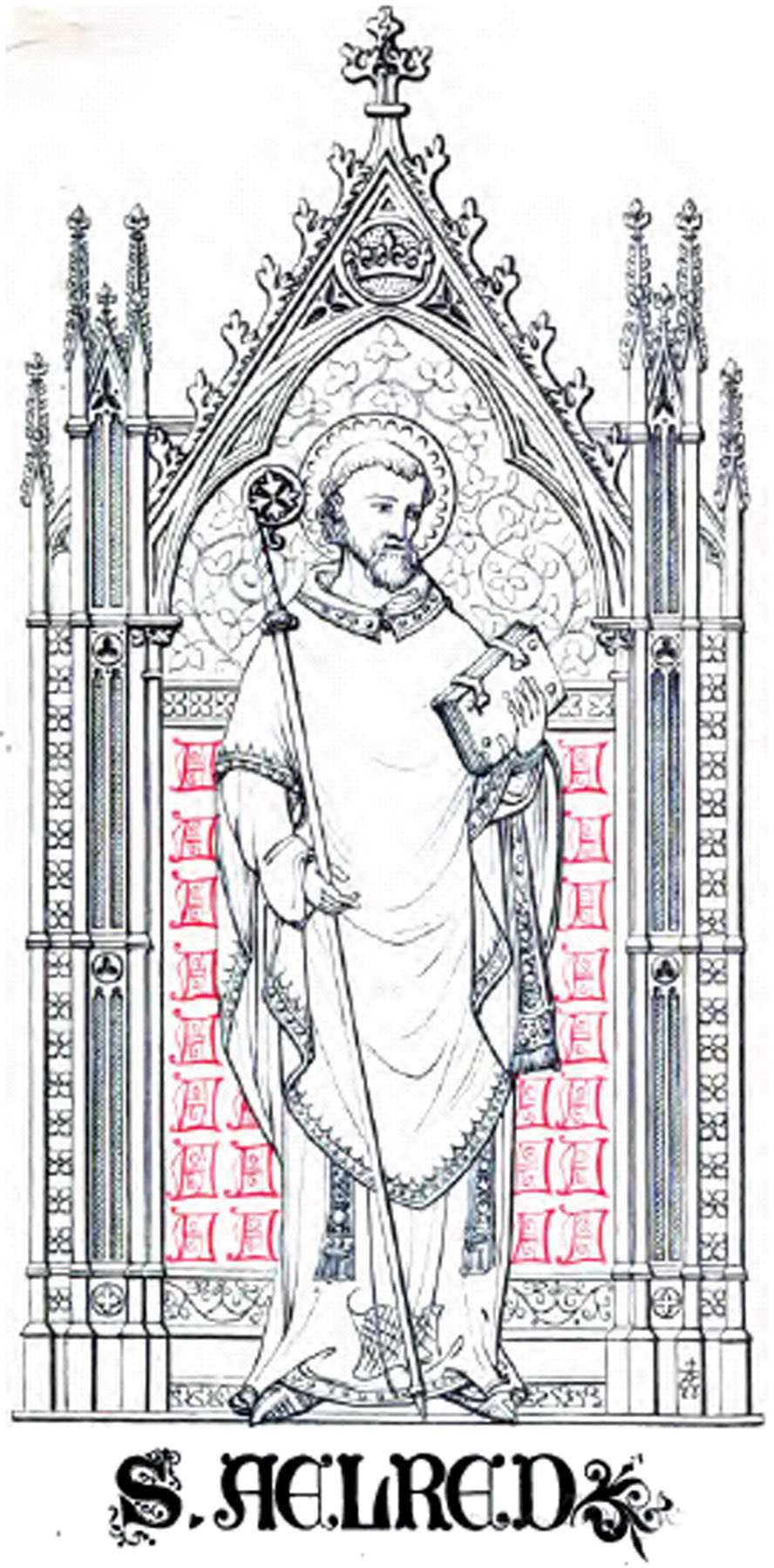
Элред Ривоский

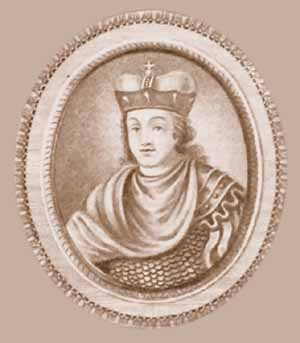
Ростислав I Мстиславич

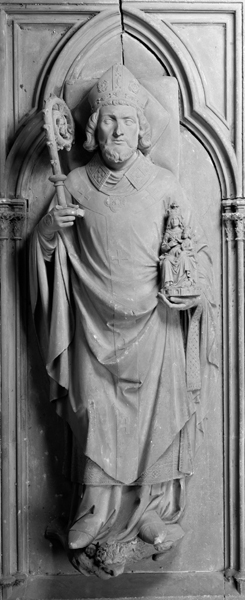
Райнальд фон Дассель

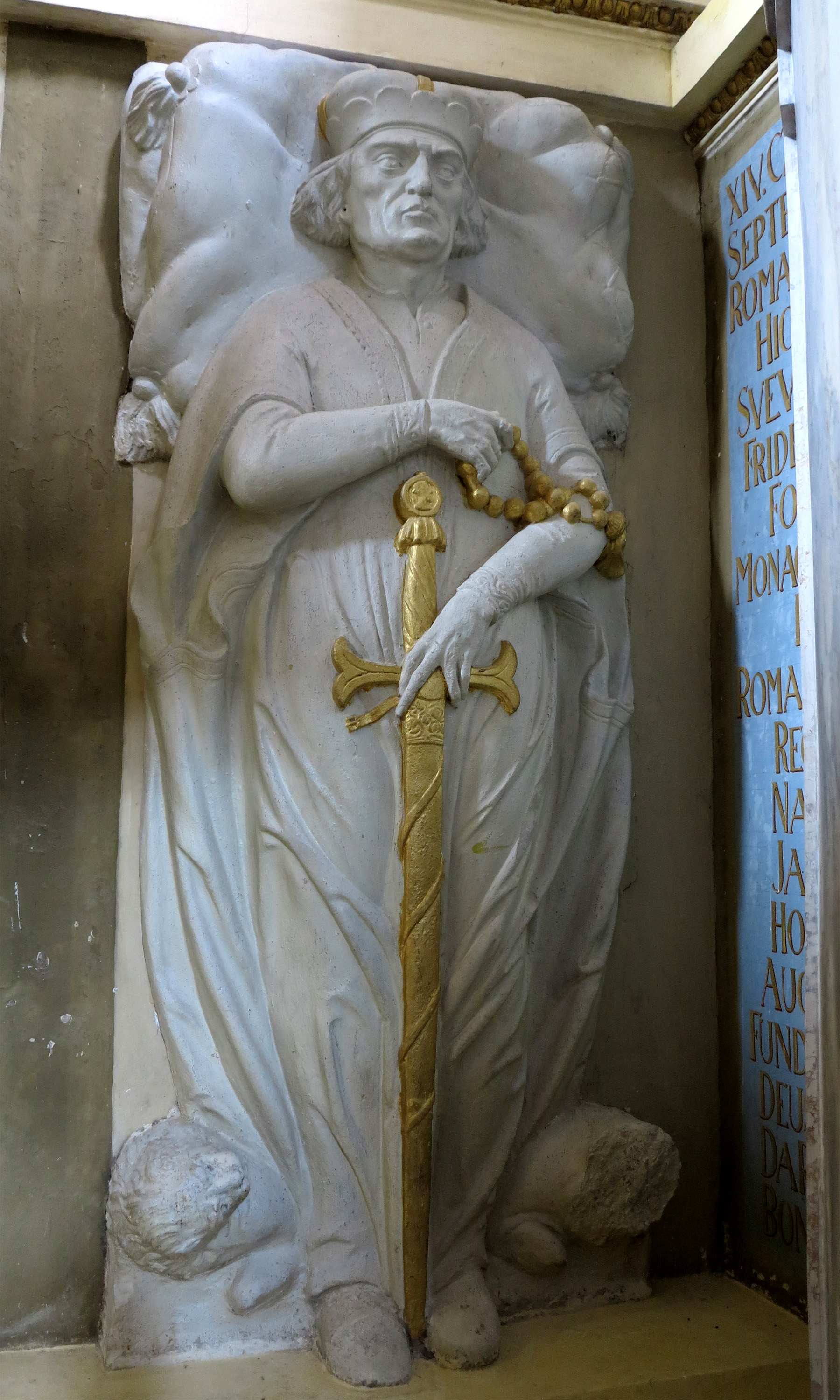
Фридрих IV

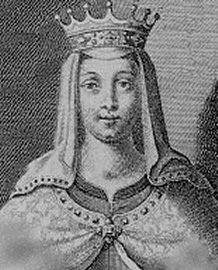
Матильда

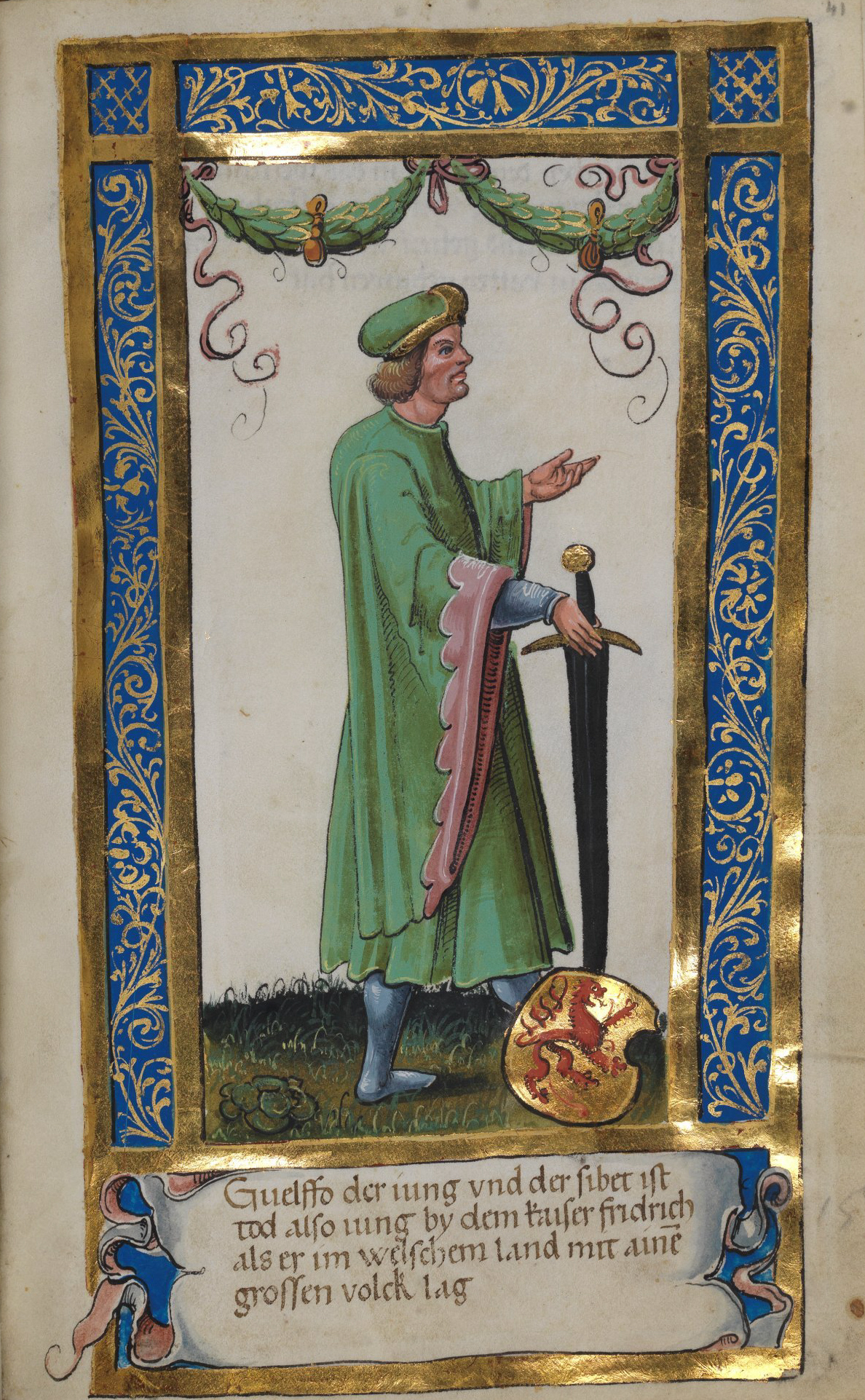
Вельф VII

В этой статье представлен список известных людей, умерших в 1167 году.
См. также: Категория:Умершие в 1166 году

## Январь
- 12 января — Элред Ривоский — средневековый английский историк и богослов, аббат монастыря Риво в Северном Йоркшире, святой римско-католической церкви.
- 23 января — Авраам ибн Эзра, наваррский (испанский) и еврейский учёный раввин-философ.

## Февраль
- 27 февраля — Роберт Мелунский[англ.] — английский ранний схоласт, автор «Книги Сентенций» Роберт мелунский // Философский энциклопедический словарь. — 2010..

## Март
- 17 марта — Ростислав I Мстиславич, князь смоленский (1127—1167), князь новгородский (1154), великий князь киевский (1154—1155, 1159—1161, 1161—1167), родоначальник династии смоленских князей Ростиславичей. Святой православной церкви.

## Апрель
- 3 апреля — Роман I[нем.] — епископ Гурка (1131—1167). При нём начато строительство Собора Успения Девы Марии в Гурке.
- 12 апреля — Карл Сверкерссон — король Швеции (1161—1167). Убит во время междоусобной войны.
- 30 апреля — Пьерлеони, Уго — кардинал-епископ Фраскати (1164—1167)

## Май
- 25 мая — Евфросиния Полоцкая, инокиня и просветительница периода Полоцкого княжества.

## Июнь
- 17 июня — Рауль II де Вермандуа — граф Вермандуа и граф Валуа (1160—1167), умер от проказы.

## Июль
- 1 июля — Николя I де Шевре[фр.] — епископ Камбре (1137—1167)

## Август
- 9 августа
  - Александр II д'Орей[нем.] — епископ Льежа (1164—1167). Умер во время эпидемии в германской армии.
  - Даниэль I — епископ Праги (1148—1167). Умер во время эпидемии в германской армии
- 11 августа — Герман[нем.] — епископ Вердена (1149—1167). Умер во время эпидемии в германской армии.
- 14 августа — 
  - Депольт I, князь Южной Моравии.
  - Райнальд фон Дассель, архиепископ Кёльна (1159—1167) и архиканцлер Италии. Умер во время эпидемии в германской армии
- 19 августа
  - Вернер II — граф Габсбург (1111—1167). Умер во время эпидемии в германской армии.
  - Генрих II — герцог Лимбурга (1139—1167), граф Арлона (1147—1167). Умер во время эпидемии в германской армии.
  - Фридрих IV — герцог Швабии и граф Ротенбурга (1152—1167). Умер во время эпидемии в германской армии.
- 24 августа — Эберхард Швабский[нем.] — епископ Регенсбурга (1164—1167). Умер во время эпидемии в германской армии.
- Генрих I — граф Нассау (1159—1167). Умер во время эпидемии в германской армии.

## Сентябрь
- 10 сентября — Матильда — королева-консорт Германии (1114—1125), жена Генриха V, королева Англии (1141)
- 12 сентября — Вельф VII — маркграф Тосканы и герцог Сполето (1160—1167). Умер во время эпидемии в германской армии.

## Октябрь
- 15 октября — Раймон I Транкавель — виконт Безье (1129—1167), виконт Агда (1129—1150), виконт Каркассона (1150—1167).
- 24 октября — Конрад фон Хиршек[нем.] — епископ Аугсбурга (1152—1167)

## Ноябрь
- 7 ноября — Тойррделбах[фр.] — король Томонда (1142—1167)

## Дата неизвестна или требует уточнения
- Арто III — граф Верхнего Пальярса (Пальярс Собира) (с 1124).
- Вильбранд I фон Локкум-Халлермунд — граф Халлермунда.
- Генрих I — граф Ольденбурга (Вильдесхаузена) (1143—1167).
- Гуго из Пуатье, бургундский хронист, монах-бенедиктинец из аббатства Св. Марии Магдалины в Везле́ (совр. франц. департамент Йонна), автор «Истории обители Везле».
- Депольд I — чешский принц, младший брат Владислава II, регент Чехии (1147—1148). Умер во время эпидемии в германской армии.
- Захарий — новгородский посадник (1161—1167), убит новгородцами.
- Идесбальд Фурнский[англ.] — цистерцианский монах и аббат, святой римско-католической церкви[1].
- Императрица Ся[англ.] — императрица-консорт Китая (1163—1167), жена императора Сяо-цзуна
- Любава Дмитриевна — великая княгиня-консорт Киевская (1125—1132), жена Мстислава Владимировича Великого
- Окко Шлезвигский[англ.] — епископ Шлезвига (1141—1145, 1161—1167), основатель Готторпа (1161)
- Святослав Владимирович — князь Вщижский (1157—1167), последний представитель ветви черниговских Давыдовичей.
- Хасан ибн Али — амир государства Зиридов в Ифрикии (1121—1148)
- Христиан I — граф Ольденбурга (1143—1167). Предок по прямой мужской линии российских императоров начиная с Петра III